# Biston nigricosta
Biston nigricosta là một loài bướm đêm trong họ Geometridae.